# نوا اسکوشیا
نُوا اِسکوشیا (به انگلیسی: Nova Scotia)، (به فرانسوی: Nouvelle-Écosse)، (به زبان گِیلیکِ اسکاتلندی: Alba Nuadh) از استان‌های کشور کانادا و واقع در ساحل جنوب‌خاوری این کشور است.
مرکز نوا اسکوشیا شهر هلیفکس است که بزرگ‌ترین شهر این استان نیز به حساب می‌آید و از مراکز اقتصادی منطقه است.

## تاریخچه
نوا اسکوشیا به همراه انتاریو، کبک و نیو برانسویک، اولین استانهایی بودند که به کنفدراسیون کانادا پیوستند. نوا اسکوشیا یکی از چهار استان کانادای آتلانتیک با ۱ میلیون جمعیت است و در شرق ساحل شرقی کانادا واقع شده‌است و این استان دارای ۳۸۰۰ جزیرهٔ ساحلی به‌علاوهٔ خاک اصلی خود می‌باشد. هلیفکس (Halifax) با جمعیت تقریباً ۴۰۰٬۰۰۰ نفر مرکز سیاسی و بزرگ‌ترین شهر این استان است. این استان همچنین یکی از بندرهای دریایی اصلی کانادا و محل دسترسی به اقیانوس اطلس می‌باشد. در زمانی که اکثریت مردم با قایق به کانادا رسیدند،Halifax’s Pier 21 جایی بود که تقریباً همه مهاجران اولین بار وارد آنجا شدند. قدیمی‌ترین قوم سیاه‌پوست در کانادا در این استان زندگی می‌کنند.

## نام‌گذاری
نام «نُوا اِسکوشیا» عبارتی لاتین و به معنای «اسکاتلندِ نو» است. تاریخ استان نوا اسکوشیا به ۱۱٬۰۰۰ سال قبل، زمانی که بومیان اصلی ساکن این استان شدند بر می‌گردد. برخی از ساکنین این استان جزء قوم Mi’kmag بودند که هنوز نقش مهمی در زندگی این استان ایفا می‌کنند. اولین گروه اروپایی که پا به این استان گذاشتند Vikingها بودند که به سال ۹۹۰ بر می‌گردد. هیچ‌کس تا تقریباً ۵۰۰ سال بعد که با ورود دریانورد معروف ایتالیایی John Cabot در Cabe Breton در سال ۱۴۹۷ م همراه بود، به این استان برنگشت. استقرار اروپایی‌ها در نوا اسکوشیا تقریباً ۱۰۰ سال بعد با استقرار فرانسوی‌ها در Port Royale دوباره شروع شد. نوا اسکوشیا از قبل از شکل‌گیری کشور کانادا مقصد مهاجران از سراسر جهان بود. در زمان الحاق نوا اسکوشیا به نیوبرانزویک، انتاریو و کبک جهت تشکیل Dominion of Canada در سال ۱۸۶۷ این استان موطن چندین قوم با فرهنگ مختلف بود. این حالت قرن‌ها بعد نیز ادامه داشت و بسیاری از مهاجران پس از ورود به کانادا در Halifax سکونت داشتند.
بخش جالب تاریخ این استان به نقشی است که ساکنان آن پس از دو تراژدی بزرگ ایفا کردند.
وقتی کشتی افسانه‌ای تایتانیک در اولین سفر خود در سال ۱۹۱۲ غرق شد، چندین قایق از بندرگاه Halifax برای نجات مسافران به سمت آن‌ها شتافتند. بعد از واقعه ۱۱ سپتامبر ساکنین Halifax نقش مهمی در پاسخ به این تراژدی ایفا کردند. بسیاری از هواپیماهایی که نتوانسته بودند در ایالات متحده فرود بیاید در فرودگاه نوا اسکوشیا به زمین نشستند و ساکنان این شهر از مسافران در خانه‌های خود پذیرایی کردند.

## پرچم
پرچم این استان ترکیبی از پرچم و نشان ملی اسکاتلند است.

## فرهنگ نوا اسکوشیا
استان نوا اسکوشیا به مهمان‌نوازی مشهور بوده و تشکیل‌شده از فرهنگهای مختلف می‌باشد. اسکاتلندی‌ها، فرانسوی‌ها، گانلیک‌ها، Mi;kmaqها و سیاه پوستان از جمله اقوامی هستند که تأثیر جاودانی در این استان برجا گذاشته‌اند. حاصل این تأثیر یک فرهنگ کامل نوا اسکوشیایی است.
در این استان شهرهای مرزی وجود دارد که در آن اقوام هنرمندی زندگی می‌کنند. نوع خاصی از موزیک Celtic در این استان شکل گرفته‌است. از جمله هنرمندان این سبک می‌توان به Natalie McMaster و Rankin Familyاشاره کرد. Halifax جایگاه ضبط بسیاری از فیلمها و موزیکها مشهور کانادا و سراسر جهان بوده‌است.

## موقعیت جغرافیایی
این استان از شبه‌جزیره‌ای متصل به سرزمین اصلی کانادا و جزیرهٔ کیپ برتون و چندین و چند جزیرهٔ کوچک‌تر تشکیل شده‌است.
بخش شبه‌جزیره‌ایِ نوا اسکوشیا با باریکه‌ای به نام «تنگه چیگ نکتو» به سرزمین اصلی کانادا متصل شده‌است و جزیرهٔ کیپ برتون توسط «تنگه کانسو» از شبه‌جزیره جدا شده‌است.
نوا اسکوشیا، به همراه جزیره پرنس ادوارد و نیوبرانزویک از استان‌های ساحلی کاناداست.
این استان، همچنین از استان‌های آتلانتیکی (یعنی واقع بر اقیانوس اطلس) به‌شمار می‌آید.

## جمعیت نوا اسکوشیا
استان نوا اسکوشیا با جمعیت ۹۳۰٬۰۰۰ نفر جزء کم جمعیت‌ترین استانهای کانادا می‌باشد. البته با توجه به مساحت کم، دومین استان پرتراکم کانادا محسوب می‌شود. اکثر جمعیت در شهر Halifax و اطراف آن می‌باشد.
اسم این استان اصلاً یونانی و به معنی «اسکاتلند جدید» می‌باشد. اصلاً جای تعجب نیست که بیشتر افراد این استان تقریباً ۳۰ درصد اصالتی اسکاتلندی دارند. البته در این استان تعداد زیادی ایرلندی، فرانسوی، عرب، آلمانی، هلندی و چینی زندگی می‌کنند. با توجه به رشد صنعت، این استان، آیندهٔ خود را در جذب مهاجر می‌بیند.

## اقتصاد و اشتغال در نوا اسکوشیا
اقتصاد در استان نوا اسکوشیا دارای تنوع زیادی بوده که از جمله آن‌ها می‌توان به تولید، ماهیگیری و معدن اشاره کرد. متأسفانه منابع ماهی در سالهای اخیر با خطر مواجه شده و بر روی صنعت شیلات تأثیر بدی گذاشته‌است. اخیراً با تغییر اقتصاد این استان و با آموزش ماهیگران بی‌کار، از آن‌ها در کارهای جدید استفاده شده‌است.
این رشد سریع در سپتامبر ۲۰۰۶ نرخ بیکاری را به پایین‌تر از میانگین کانادا رساند. هلیفکس (Halifax) که یک مرکز شهری بزرگ می‌باشد دارای صنایع متنوع بوده و قلب اقتصاد بخش آتلانتیک کانادا محسوب می‌شود.
در استان نوا اسکوشیا جنگل‌داری مدرن و کشاورزی پیشرفته وجود دارد. بخش اصلی صنعت معدن، به زغال سنگ مربوط می‌شود. این استان شروع به استفاده از سکوهای نفتی و گازی ساخته شده در دهه‌های گذشته کرده‌است. بعد از تولید اولیه نفت در نزدیک جزیره Sable در سال ۱۹۹۱، درآمد نفتی و گازی به‌طور چشمگیری افزایش یافته و به اقتصاد این استان کمک می‌کند. سالانه بیشتر از یک میلیون نفر از این استان دیدن می‌کنند که تقریباً یک چهارم آن‌ها از خارج کانادا وارد این استان می‌شوند.
میانگین درآمد خانواده ۴۷٬۱۰۰ $ است (که نزدیک به میانگین ملی کانادا است). میانگین درآمد خانواده در هلیفکس (Halifax) کمی بیشتر از میانگین کانادا (۵۸٬۲۶۲ $) می‌باشد. سطح خوب درآمد در این استان هزینه‌های زندگی برای ساکنان این استان را قابل پرداخت می‌سازد. «کمترین مقدار دستمزد» در این استان ۸٫۱۰$ در ساعت و میانگین مالیات بر درآمد تقریباً ۱۹٫۲۵ درصد می‌باشد.

## مسکن در نوا اسکوشیا
یکی از دلایل پایین بودن هزینه‌ها در این استان قیمت پایین مسکن می‌باشد. قیمت متوسط یک خانه دو طبقه در شهر هلیفکس (Halifax) فقط ۱۴۳٬۰۰۰ $ می‌باشد در حالی که چنین خانه‌ای در شهرهای اصلی دیگر در کانادا تقریباً دو برابر این مبلغ است. درصد میانگین درآمد خانوار با هزینه‌های مالکیت جزء کمترین‌ها در کانادا می‌باشد. (۳۳–۲۱ درصد با توجه به نوع خانه)

## تحصیلات در نوا اسکوشیا
تمامی شهروندان کانادا و دارندگان اقامت دائم تا قبل از ۲۰ سالگی می‌توانند تا پایان مقطع دبیرستان از تحصیلات رایگان استفاده نمایند. این استان شرایط تحصیل از مهدکودک تا سال ۱۲ را به زبان انگلیسی و فرانسوی فراهم می‌سازد. معلمان این استان همانند دیگر استانها دارای مدارک دانشگاهی، دورهٔ تربیت معلم پیشرفته می‌باشند و از برنامهٔ تحصیلی قانونمند پیروی می‌کنند.
این استان دارای سیستم کامل و جامع عالی شامل دانشگاه، کالج فنی و برنامه‌های کارورزی می‌باشد. شهریه این دانشگاه‌ها گران‌ترین در کانادا می‌باشد (۶٬۲۸۱ $). تحصیلات عالی این استان ارائه‌کنندهٔ برنامه‌های کامل تحصیلی با ۱۱ دانشگاه و کالج و ۱۳ کالج فنی می‌باشد. از این میان می‌توان به دانشگاه Dalhousie (بزرگ‌ترین دانشگاه کالج king)، دانشگاه saint Mary، دانشگاه Mount Saint Vincent و کالج هنر و طراحیNova Scotia همه در Halifax و دانشگاه فرانسوی Saint – Anne و دانشگاه Cape Breton در Sydney اشاره کرد.

## بهداشت در نوا اسکوشیا
طبق قوانین کانادا تمامی شهروندان از خدمات درمانی رایگان می‌توانند استفاده کنند. به عبارت دیگر اکثر هزینه‌های درمانی در کانادا به‌طور مستقیم از شهروندان اخذ نمی‌گردد. البته خدمات غیرضروری مانند عمل زیبایی یا مراقبت‌های خاص از دندان تحت پوشش این خدمات نمی‌باشند. لیست خدمات غیر رایگان در هر استان متفاوت است. طرح بهداشتی این استان تمامی خدمات ضروری فیزیکی در مطب دکتر، خانه یا بیمارستان را بیمه می‌کند.

## مهاجرت به نوا اسکوشیا
تقریباً سالانه ۳۰۰۰ مهاجر وارد نوا اسکوشیا می‌شوند، و انتظار می‌رود در آینده این رقم بیشتر شود. این استان جهت کمک به جذب مهاجر متخصص در برنامه انتخابی استانی PNP شرکت دارد که به روند جذب مهاجر سرعت می‌بخشد. در این برنامه چندین روش از جمله متخصصین، کار خانوادگی و ارتباط خانوادگی در نوا اسکوشیا وجود دارد. اخیراً این استان تلاش بسیاری داشته‌است که دانشجویان خارجی فارغ‌التحصیل این استان را جهت کار و اقامت جذب کند.

## دولت نوا اسکوشیا
دولت کانادا با یک سیستم فدرال با کنترل برخی از امور متعلق به دولت ملی در اتاوا و دیگر امور تحت کنترل دولت استانی عمل می‌کند. دولت نوا اسکوشیا مجلس انتخابی دموکراتیک خود را دارد (Nova Scotia Legislative Assembly) که در شهر مرکزی Halifax واقع شده‌است. در کل ۵۲ نماینده جهت خدمت گذاری به مناطق مختلف استان در این مجلس کار می‌کنند.

## نگارخانه

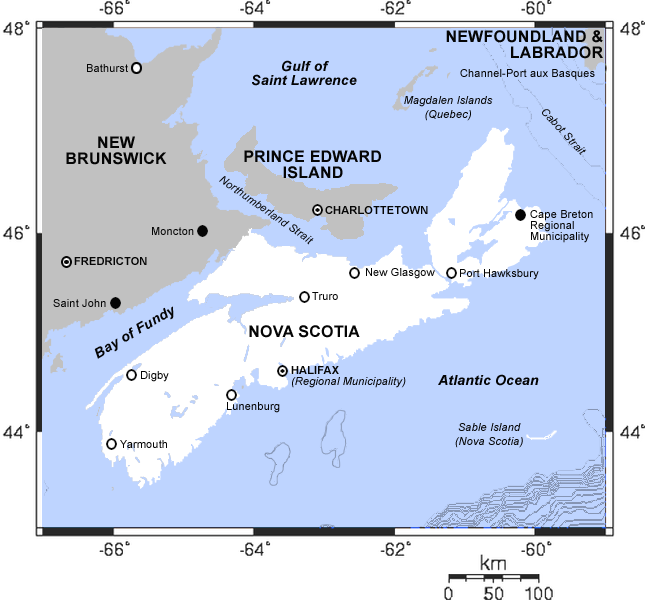
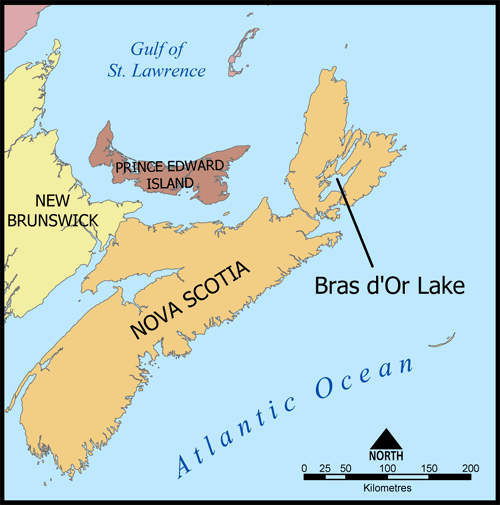
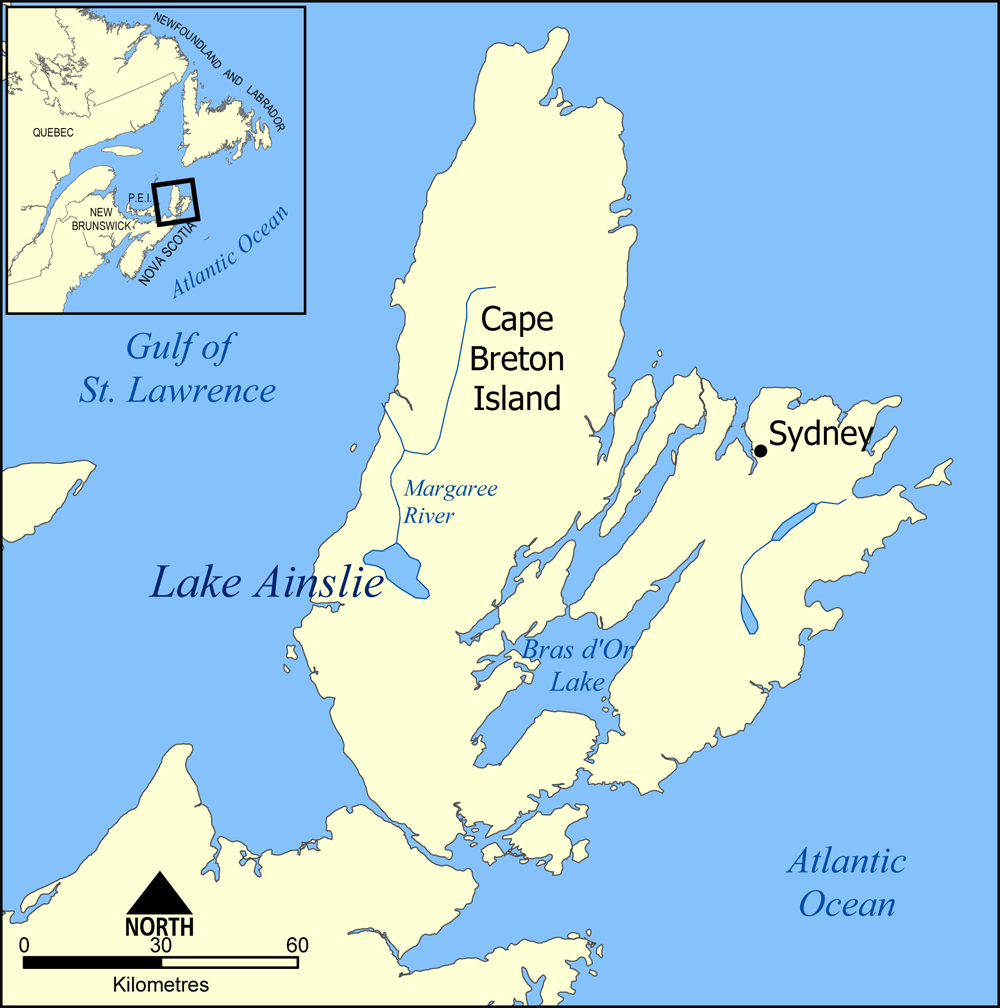
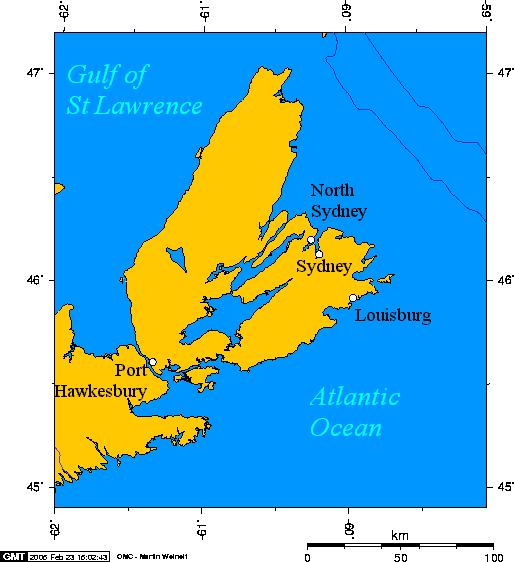